# FN 5,7×28mm

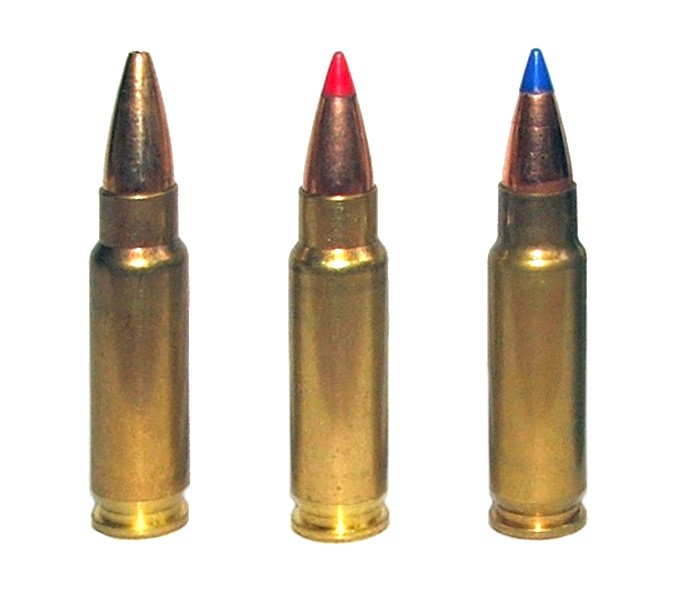
Drie types 5,7×28mm patronen.

5,7×28mm is een patroonkaliber dat is ontwikkeld door de Belgische wapenproducent Fabrique Nationale de Herstal in de jaren 80. De aanleiding was de ontwikkeling van een licht machinepistool dat toch genoeg penetrerend vermogen had om door kogelwerende vesten te schieten. Drie wapens gebruiken dit kaliber:
- De FN Five-seveN;
- De FN P90;
- De FN PS90.

De NAVO gebruikt patronen van dit type. Het penetrerend vermogen van de 5,7×28mm is groot: op 300 meter schiet de kogel door een PASGT-vest en op 250 meter door een PASGT-helm. Op kortere afstand schiet het ook door kogelwerende vesten waarin een laagje titanium is verwerkt.

## Kritiek
Uit Amerikaanse tests ontstond enige twijfel aan het penetrerend vermogen van dit kaliber. Hierbij werd het kaliber vergeleken met de standaard NAVO-patroon, de 5,56×45mm, waarbij moet worden opgemerkt dat dit een geweerpatroon is en de 5,7×28mm specifiek is bedoeld voor kleinere wapens. Vergeleken met andere pistoolkalibers heeft de 5,7×28mm een zeer grote mondingssnelheid en mondingsenergie, groter dan die van de 9×19mm Parabellum of de .45 ACP.

## Terminale ballistiek

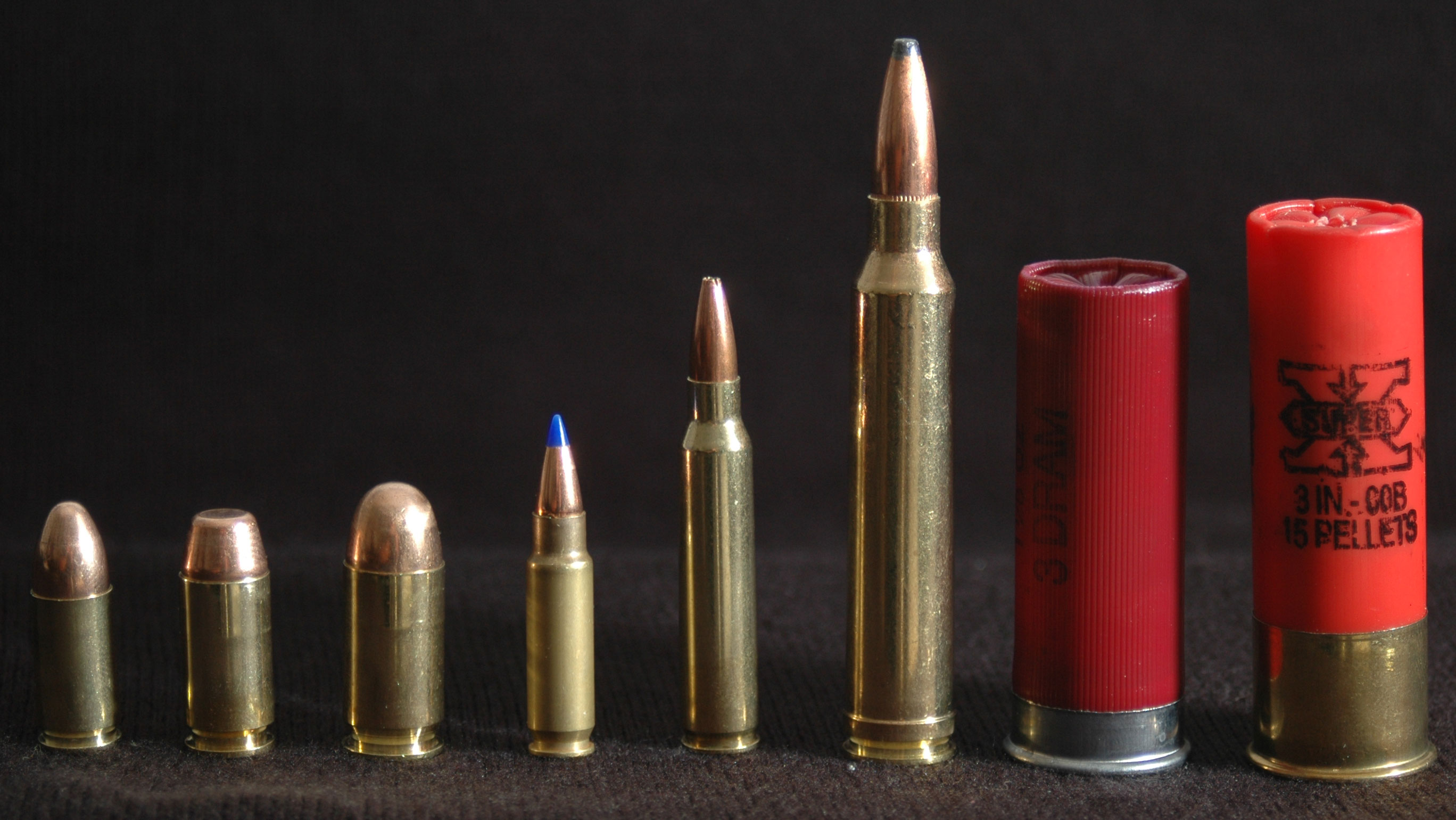
V.l.n.r.: 9×19mm Parabellum, .40 S&W, .45 ACP, 5,7×28mm, 5,56×45mm NAVO, .300 Winchester Magnum en twee hagelpatronen.

De 5,7mm kogel is net zoals de meeste moderne geweerkogels instabiel, zodat hij alleen door de rotatie in de goede positie gehouden wordt. Als de kogel doel treft vermindert de rotatie en wordt de kogel instabiel, waardoor hij kantelt en in het doel blijft. Hierdoor voorkomt men overpenetratie (en dus mogelijke collaterale schade). De kogel wordt ook dodelijker omdat hij niet alleen schade aanricht met zijn smalle punt, maar ook met de volledige breedte. Hierdoor vermindert de penetratie ietwat, maar dit maakt de kogel veel dodelijker. Dit systeem is te vergelijken met de hollow-point kogel.

## Technische specificaties
(SS190 variant voor militair gebruik)
(afgevuurd uit FN P90)
- Mondingssnelheid: 716 m/s
- Mondingsenergie: 512 J
- Kogelgewicht: 2 gram
- Patroongewicht: 6,4 gram

De Duitse producent Heckler & Koch heeft een alternatief voor de 5,7 ontwikkeld dat minder effect op lange afstand bezit door zijn relatief klein ballistisch coëfficiënt maar op korte afstand meer penetrerend vermogen ontwikkelt. Singapore Technologies Kinetics is bezig met het ontwikkelen van een eigen wapen dat de 5,7×28mm kan afvuren: het Squad Support Weapon.